# Жёлтый сверхгигант
Жёлтый сверхгигант — сверхгигант, принадлежащий к спектральным классам F или G. Масса таких звёзд обычно составляет 15-20 солнечных.

## Происхождение
Считается, что жёлтые сверхгиганты — это переходная стадия между голубыми и красными сверхгигантами, в которой, однако, звёзды могут находиться долгое время. Звёзды крайне редко «умирают» в этой стадии — было зафиксировано всего две сверхновые (например, SN 2004et), порождённые жёлтыми сверхгигантами.

## Примеры
К жёлтым сверхгигантам относятся:
- α Car,
- β Cam,
- β Dra,
- β Aqr,
- ε Gem,
- J01020100-7122208[1][2].